# Samoana jackieburchi
Samoana jackieburchi је пуж из реда Stylommatophora и фамилије Partulidae. 

## Угроженост
Ова врста је изумрла, што значи да нису познати живи примерци.

## Распрострањење
Пре изумирања, само Француска Полинезија.

## Станиште
Врста Samoana jackieburchi је имала станиште на копну.